# 富岡樹
富岡 樹（とみおか いづき、1997年4月18日 - ）は、日本のプロボクサー。埼玉県さいたま市出身。初代日本ライト級ユース王者。角海老宝石ボクシングジム所属（2021年2月から）。かつてはREBOOT.IBAボクシングジムに所属していた。

## 人物
従兄弟の富岡哲也と富岡達也もプロボクサーである。
11歳からボクシングを始め、秀明英光高校に進学。

## 来歴
2016年12月14日に後楽園ホールで篠塚辰樹とスーパーフェザー級6回戦を戦い、6回3-0(58-57、59-55、59-56)判定勝ちを収めデビュー戦を白星で飾った。
その後2連勝して2017年8月22日に後楽園ホールで粕谷雄一郎と初代日本ライト級ユース王座決定トーナメント決勝戦を行い、8回2-1（77-75、77-76、76-77）判定勝ちを収めユース王座獲得に成功した。なおこの勝利でJBCの発表した最新ランキングで初めてスーパーフェザー級日本ランク入りを果たす。同年11月11日に後楽園ホールで行われた「DANGAN200」にて白鳥大珠と日本ユースライト級タイトルマッチを行い、8回3-0(3-0（78-74×2、80-72)判定勝ちを収めユース王座初防衛に成功した。
2018年2月26日に後楽園ホールで行われた「DANGAN207」にて湯場海樹と日本ユースライト級タイトルマッチを行い、2回負傷引き分けでユース王座2回目の防衛を果たした。同年7月29日に大阪府立体育会館第2競技場でOPBF東洋太平洋ライト級王者中谷正義とOPBF東洋太平洋同級タイトルマッチを行い、11回2分40秒KO負けで王座獲得に失敗してプロ初黒星となった。
2019年10月26日、後楽園ホールで斎藤一貴と日本ライト級挑戦者決定戦を行い、8回3-0（79-73×2、78-74）判定勝ちを収め吉野修一郎への挑戦権を獲得した。
2020年2月13日、後楽園ホールで指名挑戦者として日本ライト級王者の吉野修一郎に挑戦。1回に右カウンターでダウンを奪うも、8回に連打を浴び、8回1分55秒TKO負けを喫し、王座獲得に失敗した。
2020年12月14日、後楽園ホールで元日本・WBOアジア太平洋スーパーライト級王者の岡田博喜とWBOアジア太平洋同級タイトルマッチを行い、8回0-3（75-77×3）で判定負けを喫した。
2021年2月9日付けで角海老宝石ジムに移籍した。
2021年10月30日、後楽園ホールで藤田裕崇と対戦するも、8回判定1-2（75-77、76-77、77-75）で僅差の判定負けを喫した。
2022年6月14日、後楽園ホールにて日本ライト級王者の宇津木秀と日本同級タイトルマッチを行うも、8回1分8秒TKO負けを喫した。
2023年11月4日、後楽園ホールで1年5ヶ月ぶりの再起戦としてトンテップ・テーヤウォンと対戦し、2回3分9秒TKO勝ちを収め連敗脱出、再起に成功した。
2024年1月13日、韓国・仁川のパラダイス・シティで初の海外遠征試合としてミハイル・レスニコフと対戦し、8回3-0の判定勝ちを収めた。
2024年4月6日、後楽園ホールにて行われた「WHO’S NEXT DYNAMIC GLOVE on U-NEXT」で加藤亜礼史と62.3kg契約8回戦で対戦し、6回2分14秒TKO勝ちを収めた。。
2024年12月15日、韓国・済州市でJBC非公認のWBOオリエンタルスーパーライト級王者でWBOアジア太平洋同級4位のバヤルクウフ・ガンバアタールとWBOオリエンタル同級タイトルマッチを行い、10回2-0の判定勝ちを収め王座獲得に成功した。
2025年6月30日、後楽園ホールで日本スーパーライト級3位の関根幸太朗と対戦し、6回で偶然のバッティングにより関根が右瞼をカットし出血、2度のドクターチェックの末に試合続行不可となり、6回3-0（58-56、59-55×2）の負傷判定勝ちを収めた。

## 獲得タイトル
- 初代日本ライト級ユース王座（防衛2=返上）
- 2019年度日本ライト級最強挑戦者
- WBOオリエンタルスーパーライト級王座

## 戦績
- アマチュアボクシング - 40戦31勝9敗
- プロボクシング - 20戦12勝（4KO）6敗2分

| 戦           | 日付           | 勝敗 | 時間     | 内容        | 対戦相手                     | 国籍       | 備考                                             |
| ------------ | -------------- | ---- | -------- | ----------- | ---------------------------- | ---------- | ------------------------------------------------ |
| 1            | 2016年12月14日 | ☆    | 6R       | 判定3-0     | 篠塚辰樹（ワタナベ）         | 日本       | プロデビュー戦                                   |
| 2            | 2017年2月9日   | ☆    | 6R       | 判定3-0     | 朴俊優                       | 韓国       |                                                  |
| 3            | 2017年4月21日  | ☆    | 5R 0:54  | KO          | 嶋崎俊（輪島功一スポーツ）   | 日本       |                                                  |
| 4            | 2017年8月22日  | ☆    | 8R       | 判定2-1     | 粕谷雄一郎（石川ジム立川）   | 日本       | 初代日本ライト級ユース王座決定トーナメント決勝戦 |
| 5            | 2017年11月11日 | ☆    | 8R       | 判定3-0     | 白鳥大珠（八王子中屋）       | 日本       | 日本ユース王座防衛1                              |
| 6            | 2018年2月26日  | △    | 2R 1:58  | 負傷        | 湯場海樹（YUVAX）            | 日本       | 日本ユース王座防衛2                              |
| 7            | 2018年7月29日  | ★    | 11R 2:40 | KO          | 中谷正義（井岡）             | 日本       | OPBF東洋太平洋ライト級タイトルマッチ             |
| 8            | 2018年11月10日 | ★    | 8R       | 判定1-2     | 正木脩也（帝拳）             | 日本       |                                                  |
| 9            | 2019年5月31日  | ☆    | 2R 1:42  | KO          | マーボン・ボディオンガン     | フィリピン |                                                  |
| 10           | 2019年10月26日 | ☆    | 8R       | 判定3-0     | 斎藤一貴（角海老宝石）       | 日本       | 2019年度日本ライト級最強挑戦者決定戦             |
| 11           | 2020年2月13日  | ★    | 8R 1:55  | TKO         | 吉野修一郎（三迫）           | 日本       | 日本ライト級タイトルマッチ                       |
| 12           | 2020年12月14日 | ★    | 8R       | 判定0-3     | 岡田博喜（角海老宝石）       | 日本       |                                                  |
| 13           | 2021年10月30日 | ★    | 8R       | 判定1-2     | 藤田裕崇（三迫）             | 日本       |                                                  |
| 14           | 2022年6月14日  | ★    | 8R 1:08  | KO          | 宇津木秀（ワタナベ）         | 日本       | 日本ライト級タイトルマッチ                       |
| 15           | 2023年11月4日  | ☆    | 2R 3:09  | TKO         | トンテップ・テーヤウォン     | タイ       |                                                  |
| 16           | 2024年1月13日  | ☆    | 8R       | 判定3-0     | ミハイル・レスニコフ         | ロシア     |                                                  |
| 17           | 2024年4月6日   | ☆    | 6R 2:14  | KO          | 加藤亜礼史（折尾）           | 日本       | 62.3kg契約8回戦                                  |
| 18           | 2024年8月13日  | △    | 8R       | 判定0-0     | 保坂剛（三迫）               | 日本       |                                                  |
| 19           | 2024年12月15日 | ☆    | 10R      | 判定2-0     | バヤルクウフ・ガンバアタール | モンゴル   | WBOオリエンタルスーパーライト級王座決定戦        |
| 20           | 2025年6月30日  | ☆    | 6R 2:23  | 負傷判定3-0 | 関根幸太朗（ワタナベ）       | 日本       |                                                  |
| テンプレート |                |      |          |             |                              |            |                                                  |